# Ali I. al-Husain
Ali I. al-Husain/Ali Pascha († 1756) war Bey von Tunis von 1735 bis 1756.
Ali I. al-Husain trat 1735 die Nachfolge von Husain I. ibn Ali (1705–1735), dem Begründer der Husainiden-Dynastie in Tunesien an. Er errichtete 1752 die Medersa El-Bachia, in deren Inneren heute seine Grabstätte liegt. 
1756 wurde Ali I. al-Husain von den Söhnen seines Vorgängers gestürzt, als diese mit algerischer Hilfe Tunis eroberten. Neuer Bey von Tunis wurde Muhammad I. ar-Rashid (1756–1759).
| Vorgänger         | Amt                     | Nachfolger            |
| ----------------- | ----------------------- | --------------------- |
| Husain I. ibn Ali | Bey von Tunis 1735–1756 | Muhammad I. ar-Rashid |

| Personendaten    | Personendaten                        |
| ---------------- | ------------------------------------ |
| NAME             | Ali I. al-Husain                     |
| ALTERNATIVNAMEN  | Ali Pascha                           |
| KURZBESCHREIBUNG | Bey von Tunis (1736–1756)            |
| GEBURTSDATUM     | 17. Jahrhundert oder 18. Jahrhundert |
| STERBEDATUM      | 1756                                 |